# Stefan Bogdański
Stefan Bogdański herbu Prus III (zm. ok. 1658 roku) – kasztelan konarski sieradzki w latach 1641–1654.
Jako senator był uczestnikiem sejmu elekcyjnego 1648 roku. Podpisał elekcję Jana II Kazimierza Wazy z województwem sieradzkim.